# Viatxeslav Ambartsumian
Viatxeslav Ambartsumian   (Moscou, 22 de juny de 1940 - Moscou, 4 de gener de 2008) fou un futbolista rus d'origen armeni de la dècada de 1960.
Fou 2 cops internacional amb la selecció de la Unió Soviètica.
Pel que fa a clubs, defensà els colors de FC Spartak Moscou, PFC CSKA Moscou i FC Torpedo Kutaisi.